# Németszőgyén
Németszőgyén (szlovákul Nemecký Svodín, németül Deutsch-Seldin) Szőgyén településrésze, 1944 előtt önálló község Szlovákiában, a Nyitrai kerületben, az Érsekújvári járásban.

## Fekvése
Párkánytól 25 km-re északnyugatra.

## Története
A település a tatárjárás után keletkezett, amikor IV. Béla király az elpusztult lakosság pótlására németeket telepített ide. Az újannan érkezett mintegy 50 család adómentességet és egyéb kiváltságokat kapott. A németeknek a község északi részén jelöltek ki lakhelyet, ettől kezdve ez a falurész külön községet alkotott. A korabeli forrásokban Theutonica villa Sceudin néven említik.
A települést 1549-ben foglalta el a török, ekkor 30 házat számláltak a faluban.
Vályi András szerint "Magyar, és Német Szölgyén. Két népes helység Esztergom Várm. földes Urok az Esztergomi Érsekség, lakosai katolikusok, fekszenek egymás mellett, Ölved, Bart, Gyiva, és Sárkányhoz közel, ’s nagy és jeles Szentegyháza által díszesíttetik. Mostani Plebánusa T. T. Jordánszky Elek Úr, H. Batthyáni ő Eminentziájának vólt igen érdemes Archiváriusa, a’ ki míg kebelekben marad, szerentséltetnek 427általa a’ Szölgyéniek. Határjok jó, legelőjök elég, szőlejik meglehetősek, piatzok a’ Bánya Városokban, és másutt is."
Fényes Elek szerint "Német-Szölgyén, magyar falu, Esztergom, most Komárom vmegyében, Magyar-Szölgyén tőszomszédságában. Nevét talán onnan vehette, hogy hajdan németek lakták. Határa ennek is dombos, agyagos, de igen termékeny. Van 1490 hold urbéri szántóföldje, 173 1/2 h. rétje, 1191 kapa szőlője, 582 h. urad. erdeje, mellynek fele legelőül használtatik, 3 curiája. Lakja 1151 r. kath. és 20 zsidó. F. u. az esztergomi érsek."
A trianoni békeszerződésig Esztergom vármegye Párkányi járásához tartozott. 1944-ben Szőgyén néven egyesítették Magyar- és Német-Szőgyént.

## Népessége
1910-ben 1576, túlnyomórészt magyar anyanyelvű lakosa volt.
2001-ben Szőgyén 2649 lakosából 2040 magyar és 520 szlovák volt.

## Külső hivatkozások
- Szőgyén hivatalos oldala
- Községinfó
- Szőgyén Szlovákia térképén